# KemaNobel
KemaNobel AB var ett svenskt kemiföretag som existerande 1871-1984, innan det uppgick i Nobel Industrier AB.

## Historik
Företagets grundades 1871 under namnet Stockholms Superfosfat Fabriks AB av bergsingenjör Oscar Carlson. Företaget expanderade i flera omgångar. Namnet Kema Nord AB tillkom 1970 efter att företaget 1964-1970 hade hetat Fosfatbolaget AB. 1978 köpte Kema Nord sprängämnestillverkaren Nitro Nobel AB i Gyttorp, och bytte namn till KemaNobel. Vid detta tillfälle var Wallenbergsfären huvudägare till företaget.
Namnet Kema kom från Kema AB, ett 1929 grundat holdingbolag för Barnängens Tekniska Fabrik, Liljeholmens Stearinfabriks AB, Fabriken Tomten, AB Lars Montén, Alexander Lagerman j:r AB och AB Eneroth & co i Göteborg som man kom över genom inköp av Liljeholmens AB 1970.
Finansmannen Erik Penser hade under början av 1980-talet, via sitt holdingbolag Yggdrasil AB, via Carnegie och Asken blivit huvudägare i AB Bofors, och köpte även betydande andelar i KemaNobel AB. 1984 ägde Penser 20 procent och köpte vid detta tillfälle ytterligare 32 procent av aktierna från Wallenberg-sfären. Vid detta tillfälle var Wallenberg-sfären involverad i en maktstrid kring ägandet av flera svenska företag med Volvo AB under Pehr G. Gyllenhammar och var i behov av ytterligare kapital. Penser bjöd 30 procent över gällande börskurs för Wallenbergs aktier och detta accepterades.
Detta möjliggjorde en sammanslagning av de Penser-ägda företaget Bofors och KemaNobel, vilket genomfördes 1984 och ledde till bildandet av Nobel Industrier AB 1984. Den tidigare KemaNobel-verksamheten återfanns efter 1993 huvudsakligen inom Akzo Nobel.

## Dumpning av avfall i havet
Under 1950- och 1960- talet genomfördes omfattande godkända dumpningar av kemiskt avfall i havet utanför Sundsvall. Företaget var ett av flera som var involverat i dumpningen och som stod för en betydande del av de uppskattningsvis 23 000 dokumenterade tunnor med kvicksilverhaltig betong som dumpats. Det är 2018 oklart hur det dumpade avfallet som består av ca 9 ton kvicksilver skall hanteras i framtiden.